# (52760) 1998 ML14
(52760) 1998 ML14 es un asteroide que forma parte de los asteroides Apolo, descubierto el 24 de junio de 1998 por el equipo del Lincoln Near-Earth Asteroid Research desde el Laboratorio Lincoln, Socorro, Nuevo México.

## Designación y nombre
Designado provisionalmente como 1998 ML14.

## Características orbitales
1998 ML14 está situado a una distancia media del Sol de 2,409 ua, pudiendo alejarse hasta 3,910 ua y acercarse hasta 0,907 ua. Su excentricidad es 0,623 y la inclinación orbital 2,427 grados. Emplea 1365 días en completar una órbita alrededor del Sol.

## Características físicas
La magnitud absoluta de 1998 ML14 es 17,5.